# Florin Rotaru
Florin Rotaru (n. 11 noiembrie 1952) este un fost senator român în legislatura 2000-2004 ales în municipiul București pe listele partidului PSD. Florin Rotaru a fost validat pe data de 1 aprilie 2004 și l-a înlocuit pe senatorul Constantin Alexa. Florin Rotaru a fost membru în  comisia pentru cultură, artă și mijloace de informare în masă.